# Alice Mathieu-Dubois
Pour les articles homonymes, voir Mathieu (patronyme), Dubois et Sollier.
Alice Maille, Alice Mathieu-Dubois ou Alice Sollier, née le 3 avril 1861 à Compiègne et morte à Paris le 29 janvier 1942, est une médecin française.
Première bachelière noire et première Française noire à devenir docteure en médecine, en 1887, elle est également la première médecin française directrice d'un établissement de santé privé.

## Biographie
Alice Mathieu-Dubois est la fille de Flore-Hortense Maille et de Mathieu Victoire dit Dubois, un esclave noir de la colonie de Guyane, affranchi en 1834 et qui parvint à devenir dentiste,. Le couple se marie le 8 mai 1867, après la naissance d'Alice, et la reconnait. Elle porte alors le nom de Mathieu-Dubois construit sur le prénom de son père et d'une partie de son nom. Sa mère meurt six mois après le mariage. Son père va alors pourvoir seul à son instruction.
Elle obtient son baccalauréat ès sciences à Paris en 1879 puis ès lettres en 1880 (rhétorique) et 1881 (philosophie). Le journal Le Gaulois signale en 1880 « un détail piquant : une jeune négresse, Mlle Mathieu-Dubois, déjà bachelière ès sciences de l'an passé, a subi avec succès des épreuves qui étaient affrontées pour la première fois, croyons-nous, par une femme de race noire ». Un autre journal, Le Pays, souligne en 1881 que seules deux jeunes filles ont subi et réussi la deuxième partie du baccalauréat ès lettres (philosophie), décrochant même une mention « assez bien » et les félicitations du jury. L'une d'elles est « une jeune négresse, déjà bachelière ès sciences, Mlle Mathieu-Dubois, qui a commencé ses études médicales en vue du doctorat en médecine ». Elle s’inscrit en effet à la Faculté de médecine de Paris. Cela fait alors peu de temps que les femmes peuvent s'inscrire à la Faculté de médecine, depuis Madeleine Brès, pionnière. À Paris, elle est locataire du père de Blanche Edwards qui devient son amie et qui est la première femme à avoir passé le concours de l'internat de médecine en France. Elle est externe des hôpitaux de Paris à partir de 1883. Elle est reçue 72e au concours sur 254. Son futur mari est 32e. Deux autres femmes ont réussi comme elle le concours de l'externat.
Elle épouse Paul Sollier, également externe des hôpitaux depuis 1883, le 21 janvier 1886. Le couple a deux enfants : René Victor, né le 3 novembre 1886 qui meurt trois jours plus tard et Suzanne, née le 8 novembre 1887, quinze jours après la soutenance de thèse de sa mère. Leur fille épousera successivement deux médecins.
Alice Mathieu-Dubois obtient son doctorat en 1887 avec la thèse L’état de la dentition chez les enfants idiots et arriérés : contribution à l’étude des dégénérescences dans l’espèce humaine, illustrée de 32 figures,. Après avoir penché pour la médecine dentaire comme son père, elle finit par se tourner vers les maladies nerveuses.
La presse relève sa soutenance en remarquant ses origines : « La femme-médecin n’est déjà plus un objet de curiosité. Ce qui est plus rare, c’est la doctoresse nègre. Une de ces dernières, Mme Sollier, vient de passer avec succès sa thèse pour la médecine ». Elle est présentée comme « nègre », « jeune femme de couleur » ou « mulâtresse ». Les journaux signalent aussi « qu'en dépit de sa couleur, elle est Française de naissance »,. Le Petit Journal la décrit en outre comme « une grande et belle personne à la peu brunâtre, au grand oeil noir, immuablement vêtue d'une robe bleue de coupe masculine, sans aucune fanfreluche » et souligne qu'elle est bien connue de la rive gauche à Paris du fait de ses promenades au jardin du Luxembourg l'été, un livre à la main.
Bien qu'inscrite au concours de l'internat en même temps que Blanche Edwards, elle ne se présente pas aux épreuves car il se peut qu'elle ait découragée par les manifestations organisées contre la présence des femmes le jour du concours par de nombreux étudiants, mais aussi par des remarques racistes, de nombreux étudiants l’appelant Bamboula. Le Figaro, dans un article sur les rares doctoresses parisiennes, l'évoque ainsi sans la nommer : « cette petite créole que tous les étudiants appellent bamboula ».
De 1889 à 1897, elle dirige avec son mari la clinique Villa Montsouris, rue de la Santé, à Paris. Elle devient ainsi la première femme à diriger un établissement de santé privé consacré aux maladies nerveuses.
Son mari fonde en 1896 une société en commandite par actions, « Dr Paul Sollier et Cie dite Établissement d'hydrothérapie médicale de Boulogne-sur-Seine », dont il est le seul gérant responsable et un actionnaire important en raison de ses apports. La future « collaboration technique » de son épouse figure parmi la liste des apports. Les statuts de la société établissent que son épouse doit devenir gérante si son mari démissionne ou meurt,. Alice Mathieu-Dubois co-dirige avec son époux d'avril 1897 à juin 1921 le sanatorium de Boulogne-sur-Seine, spécialisé dans le traitement des maladies du système nerveux et de la toxicomanie (à la morphine),,,,.
Elle est interviewée en 1904 par Gabrielle Réval pour le quotidien L'Écho de Paris et pour le livre de cette dernière, L’Avenir de nos filles, à propos de son rôle dans la direction médicale et matérielle du sanatorium, de la place des jeunes filles dans les études de médecine et de la carrière médicale pour les femmes.
À partir de juin 1921 ou 1922, elle exerce comme médecin à la clinique neurologique de Saint-Cloud. Elle le co-dirige avec le docteur Morat, ancien médecin adjoint du sanatorium de Boulogne. Elle exerce aussi au sanatorium de la Malmaison à Rueil-Malmaison jusqu'en 1935, sans le diriger.
Elle reçoit en 1925 la croix de chevalier de la Légion d'honneur, avec la citation suivante : « En l'absence du docteur Sollier, mobilisé dès le 2 août 1914, a assumé la direction pendant toute la durée de la guerre du Sanatorium de Boulogne sur Seine que dirigeait ce praticien. Mme Sollier avec un rare dévouement a notamment assuré l’évacuation fin août 1914 de tous les malades sur la zone de l’intérieur. Elle les a de nouveau réunis dans l'établissement après la bataille de la Marne ». Sa marraine dans l'ordre est la comtesse Anna de Noailles, qui a été soignée à deux reprises au sanatorium de Boulogne et en 1924 à la clinique de Saint-Cloud.
Son mari meurt le 8 juin 1933. Léon Daudet, qui l'a connu lorsqu'il suivait aussi des études de médecine, lui rend hommage dans un article publié dans le quotidien d'extrême droite L'Action française et dédié « au « docteur » Alice Sollier ». Il signale que Paul Sollier dirigea le sanatorium de Boulogne « avec son admirable femme et collaboratrice ». Elle demeure à Saint-Cloud jusqu'à la réquisition de sa maison et de la clinique par les Allemands sous l'Occupation. Elle habite chez sa fille à l'hôpital Sainte-Anne où l'époux de celle-ci travaille, puis rue d'Alésia où elle meurt le 29 janvier 1942.

## Distinction
Alice Mathieu-Dubois est faite chevalier de la Légion d’honneur le 24 octobre 1925 sous le nom de Mme Sollier née Alice Dubois,.

## Postérité
Après Crépy-en-Valois, le conseil municipal de Compiègne adopte le 20 décembre 2024 la création d'une rue portant son nom dans le quartier des Musiciens, inaugurée en 2025,.
Une place du 13e arrondissement de Paris porte le nom place Alice-Mathieu-Dubois depuis juin 2025.